# Siehste
Siehste (Untertitel Fernsehmagazin für Kinder; auch SIEHSTE geschrieben) war der Name einer Programmzeitschrift für Kinder. Sie galt als „kleine Schwester“ der Hörzu und wurde wie diese vom Axel-Springer-Verlag herausgegeben.

## Geschichte
Im Jahre 1979 wurde die kindgerecht aufgemachte wöchentliche Programmzeitschrift unter dem Namen Siehste in einer Auflage von 250.000 auf den Markt gebracht, jedoch bereits im folgenden Jahr auf Grund zu geringer Verkaufszahlen wieder eingestellt. Im Logo der Siehste fanden sich die drei Punkte des Hörzu-Erkennungszeichens als Teil eines Cartoon-Gesichts wieder. Die erste Ausgabe erschien am 26. Januar 1979. Die Verkaufszahlen blieben stark hinter den Erwartungen zurück. Als ein Grund dafür galt der relativ hohe Heftpreis von 1 DM. Anfang 1980 erschienen noch drei Sonderhefte unter dem Namen Siehste Extra sowie fünfeinhalb Jahre lang eine wöchentliche Siehste-Seite in der Hörzu. Mit dem Erscheinen der Hörzu-Ausgabe 37 am 6. September 1985 gab es das letzte Heft. Das Motto der Zeitschrift war: „Lieste Siehste, siehste klar!“ (umgangssprachlich für „Liest du Siehste, siehst du klar!“)
Die nach Weihnachten im Dezember 1979 im ZDF ausgestrahlte Kinder- und Jugendserie Timm Thaler erschien in der Siehste als Fortsetzungsroman in der Originalfassung von James Krüss, aber bereits mit Fotos aus der Verfilmung.